# Radio Helsinki
Radio Helsinki är en finländsk radiostation som sänder på finska på frekvensen 88,6 MHz i Helsingfors. Man sänder också via internet på stationens webbplats.